# Dovjîk, Cernihiv
Dovjîk (în ucraineană Довжик) este localitatea de reședință a comunei Dovjîk din raionul Cernihiv, regiunea Cernihiv, Ucraina.

## Demografie
Componența lingvistică a localității Dovjîk
     Ucraineană (94,18%)
     Rusă (5,11%)
     Alte limbi (0,14%)
Conform recensământului din 2001, majoritatea populației localității Dovjîk era vorbitoare de ucraineană (94,18%), existând în minoritate și vorbitori de rusă (5,11%).